# Kobi Moyal
Pour les articles homonymes, voir Moyal.
Kobi Moyal ((en hébreu : קובי מויאל), né le 12 juin 1987 à Ma'aleh Adumim, est un footballeur international israélien évoluant au poste de milieu défensif.

## Biographie
Il joue son premier match avec l'équipe d'Israël le 1er juin 2014, en amical contre le Honduras (victoire 2-4 à Houston).

## Palmarès
Avec le Beitar Jérusalem :
- Champion d'Israël en 2007
- Vainqueur de la Coupe de la Ligue israélienne en 2010

 Avec le FC Sheriff Tiraspol :
- Champion de Moldavie en 2014

## Statistiques
Le tableau ci-dessous récapitule les statistiques de Kobi Moyal lors de sa carrière en club :
| Saison                | Club                    | Championnat           | Championnat | Championnat | Coupe(s) nationale(s) | Coupe(s) nationale(s) | Compétition(s) continentale(s) | Compétition(s) continentale(s) | Compétition(s) continentale(s) | Total | Total |
| Saison                | Club                    | Division              | M.          | B.          | M.                    | B.                    | Comp.                          | M.                             | B.                             | M.    | B.    |
| 2006-2007             | Beitar Jérusalem        | 1                     | 3           | 0           | 2                     | 0                     | -                              | -                              | -                              | 5     | 0     |
| 2007-2008             | Hapoël Kfar Saba (prêt) | 1                     | 19          | 0           | 4                     | 0                     | -                              | -                              | -                              | 23    | 0     |
| 2008-2009             | Bnei Yehoudah (prêt)    | 1                     | 28          | 1           | 8                     | 2                     | -                              | -                              | -                              | 36    | 3     |
| 2009-2010             | Beitar Jérusalem        | 1                     | 28          | 0           | 8                     | 0                     | -                              | -                              | -                              | 36    | 0     |
| 2010-2011             | Beitar Jérusalem        | 1                     | 21          | 2           | 8                     | 0                     | -                              | -                              | -                              | 29    | 2     |
| 2011-2012             | Beitar Jérusalem        | 1                     | 27          | 1           | 2                     | 0                     | -                              | -                              | -                              | 29    | 1     |
| 2012-2013             | Beitar Jérusalem        | 1                     | 28          | 2           | 4                     | 0                     | -                              | -                              | -                              | 32    | 2     |
| 2013-2014             | FC Sheriff Tiraspol     | 1                     | 14          | 1           | 2                     | 0                     | C3                             | 8                              | 0                              | 24    | 1     |
| 2014-2015             | Maccabi Haïfa FC        | 1                     | 8           | 0           | 4                     | 0                     | -                              | -                              | -                              | 12    | 0     |
| 2015-2016             | Maccabi Haïfa FC        | 1                     | 4           | 0           | 2                     | 0                     | -                              | -                              | -                              | 6     | 0     |
| 2016-2017             | Beitar Jérusalem        | 1                     | 7           | 0           | 2                     | 0                     | C3                             | 4                              | 0                              | 13    | 0     |
| Total sur la carrière | Total sur la carrière   | Total sur la carrière | 187         | 7           | 46                    | 2                     | -                              | 12                             | 0                              | 245   | 9     |